# Wellentrup

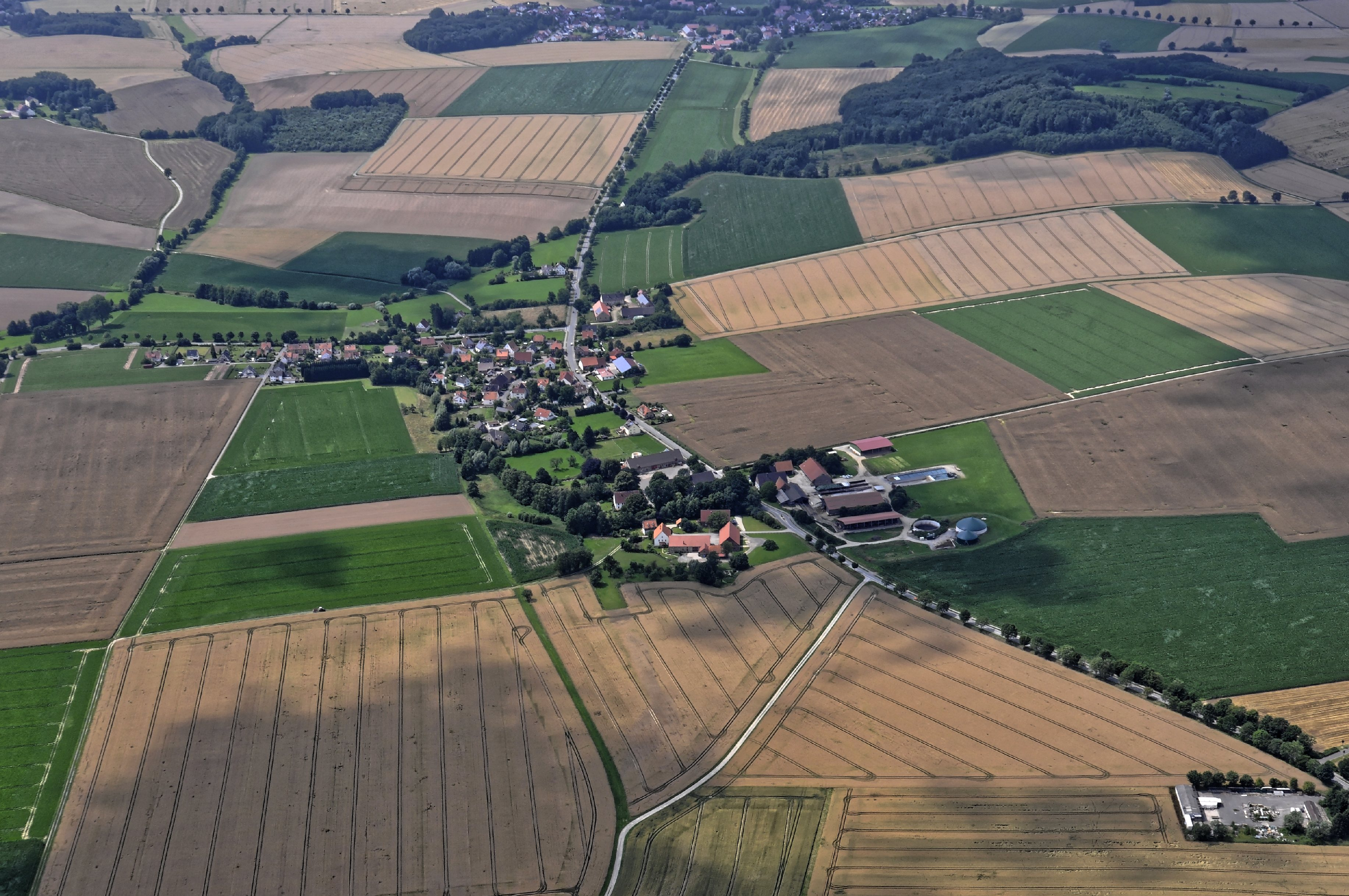
Wellentrup von oben

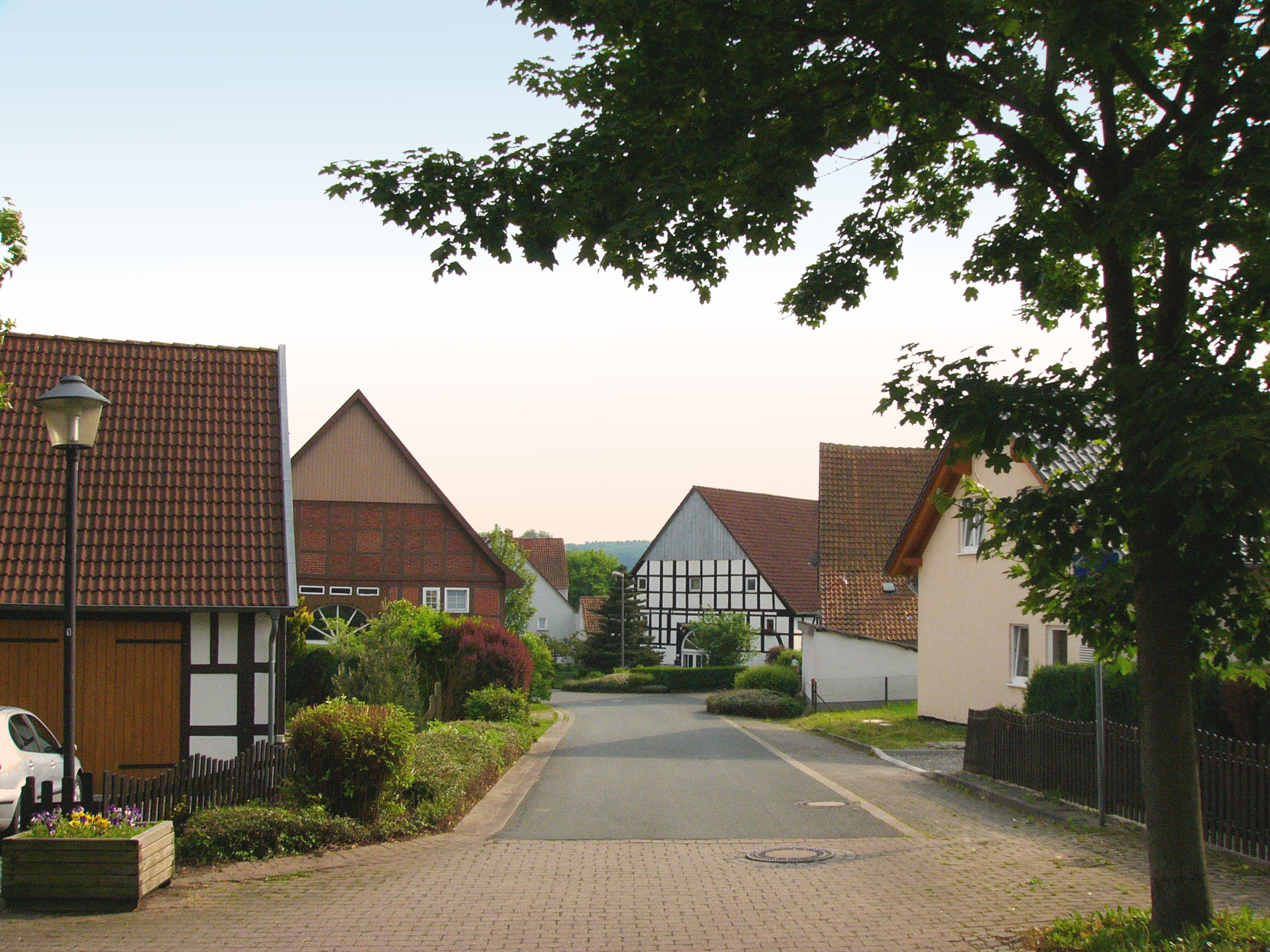
Alte Ortsstraße in Wellentrup

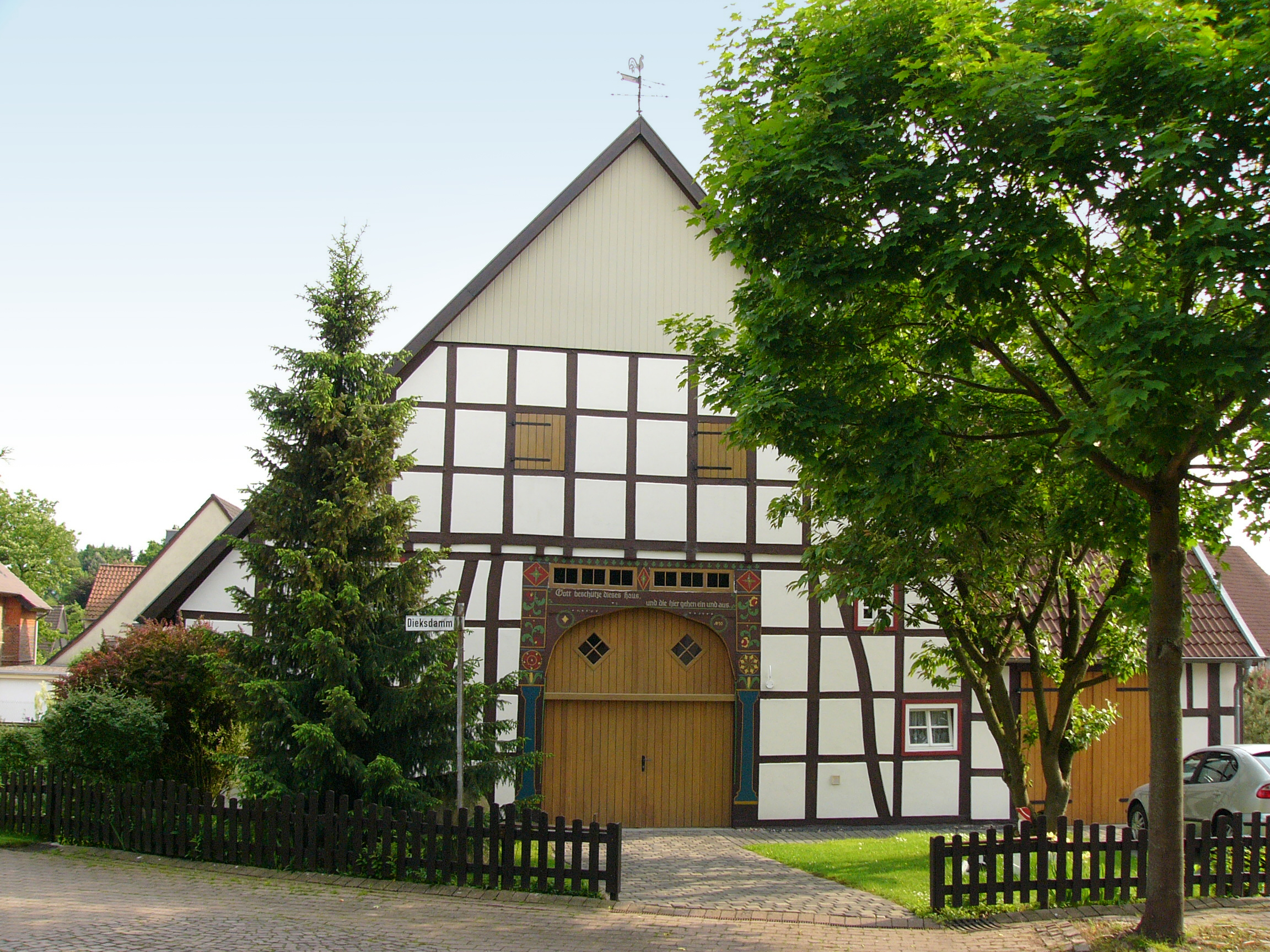
Fachwerkhaus in Wellentrup

Wellentrup gehört seit 1970 zu den 19 Ortschaften der Stadt Blomberg im Kreis Lippe (Nordrhein-Westfalen). Die Ortschaft liegt etwa sechs Kilometer westlich des Blomberger Stadtzentrums. In Wellentrup gibt es auf 3,61 km² Fläche 226 Einwohner, das entspricht einer Bevölkerungsdichte von 63 Einwohnern/km². Der derzeitige Ortsvorsteher ist Helmut Schröder (SPD) (Stand: 18. Dezember 2008).

## Geschichte

### Name
Die Bezeichnung -trup bedeutet -dorf – insgesamt sieben Orte im Blomberger Becken tragen diese Endung im Namen. Um 1153 hieß Wellentrup Walderingthorp oder Walderingdorp, das etwa Dorf der Walteringe bedeutet. Ein Mann namens Walter war vermutlich der erste Siedler und damit der Gründer des Dorfes. Die Orte mit der Endung trup (für Dorf) zählen zu den ältesten Siedlungen in Lippe und entstanden zwischen dem 6. und 8. Jahrhundert im Zuge der altsächsischen Besiedlung.

## Ortsgeschichte
Walderingthorp wird erstmals 1144 in einer Urkunde des Klosters Gehrden bei Brakel erwähnt. Später stellte sich heraus, dass es sich um eine mittelalterliche Fälschung handelte. In diesem Dokument vermachte der Edle Werno von Brach dem Kloster seine Besitzungen sowie die Zehnteinnahmen aus Wellentrup. In einer echten Urkunde aus dem Jahr 1153 übereignete der Paderborner Bischof dem Kloster Gehrden den Zehnten an Wellentrup. Noch im 19. Jahrhundert gab es in Wellentrup eine Zehntscheune, in der das Zehntkorn für das Kloster Gehrden gesammelt wurde. Die Wellentruper Mühle war im Besitz des lippischen Landesherrn, vermutlich Simon III., und wurde um 1360 erstmals urkundlich erwähnt.
Im Jahr 1644 gab es in Wellentrup fünf Vollspännerhöfe, zwei Halbspänner, einen Großkötter und 13 Kleinkötter oder Hoppenplöcker. Am 9. Mai 1743 brach in einem Backhaus ein Brand aus, durch den eine verheerende Feuersbrunst entstand, die 27 Häuser vernichtete. 1808 hob Fürstin Pauline die Leibeigenschaft auf und die Bauern wurden persönlich unabhängig. Doch erst ab 1838 konnten die Bauern die sie belastenden Abgaben und Dienste durch Geldzahlungen ablösen. Zwischen 1843 und 1845 wurden die Wellentruper Gemeinheiten, das waren gemeinschaftlich genutzte Weideflächen, aufgeteilt und privatisiert.
Landwirt Friedrich Ottomeyer erwarb im Jahr 1866 zwei englische Dampflokomobile, die er zum Lohndreschen und Sägen benutzte. Daraus entwickelte sich eine der ältesten Landmaschinenfabriken in Westfalen. 1877 zog die Firma Ottomeyer nach Steinheim um und besteht dort heute noch. 1888 wurde die erste lippische genossenschaftliche Molkerei in Wellentrup gegründet und befand sich bis 1949 im Gebäude der früheren Maschinenfabrik Ottomeyer, heute als Alte Molkerei an der Istruper Straße 74 bekannt. 1956 geriet die Molkerei in wirtschaftliche Schwierigkeiten und musste nach der Übernahme durch die Molkerei Detmold den Betrieb in Wellentrup einstellen.

## Einwohnerentwicklung
Nachfolgend eine Auswahl von Volkszählungsergebnissen
| Datum            | Einwohner | Quelle |
| ---------------- | --------- | ------ |
| 1. Dezember 1871 | 1089      | [ 4 ]  |
| 1. Dezember 1880 | 1063      | [ 5 ]  |
| 2. Dezember 1895 | 921       | [ 6 ]  |
| 1. Dezember 1910 | 885       | [ 7 ]  |
| 16. Juni 1925    | 1101      | [ 8 ]  |

| Datum              | Einwohner | Quelle |
| ------------------ | --------- | ------ |
| 16. Juni 1933      | 1242      | [ 9 ]  |
| 17. Mai 1939       | 1360      | [ 10 ] |
| 29. Oktober 1946   | 1907      | [ 11 ] |
| 13. September 1950 | 2064      | [ 12 ] |
| 25. September 1956 | 2030      | [ 13 ] |

## Infrastruktur
In Wellentrup gibt es unter anderem vier landwirtschaftliche Vollerwerbsbetriebe, einen Nebenerwerbsbetrieb, eine Viehhandlung, eine Zimmerei, ein Bauunternehmen, einen Sanitär- und Heizungsbetrieb, ein Dorfgemeinschaftshaus und einen Friedhof. Die Dorfgemeinschaft besteht seit 1992.